# بيتر غيذ
بيتر غيذ (بالدنماركية: Peter Gade)‏ هو لاعب كرة الريشة دنماركي، ولد في 14 ديسمبر 1976 في آلبورغ في الدنمارك.

## وصلات خارجية
- بيتر غيذ على موقع BWF.tournamentsoftware.com (الإنجليزية)
- بيتر غيذ على موقع BWFbadminton.com (الإنجليزية)
- بيتر غيذ على موقع اللجنة الأولمبية الدولية (الإنجليزية)
- بيتر غيذ على موقع أوليمبيديا (الإنجليزية)